# Anne-Mette Riis Rasmussen
Anne-Mette Riis Rasmussen (født 1956) er en dansk forfatter, uddannet fra Forfatterskolen 1989.

## Udgivelser
- Havfruer kan ikke drukne, 1987 (roman)
- Gennem solens øje, Anubis, 1995 (roman)
- Bryggen, Tiderne Skifter, 2006 (storbysaga)